# 玉龙薹草
玉龙薹草（学名：Carex yulungshanensis）为莎草科薹草属的植物，为中国的特有植物。分布于中国大陆的云南省等地，生长于海拔3,900米至4,300米的地区，多生于高山草甸和流石滩，目前尚未由人工引种栽培。